# Лось, Фёдор Евдокимович
Фёдор Евдокимович Лось (6 (19) июня 1908, Пивневщина — 21 июля 1980, Киев) — украинский  советский историк, доктор исторических наук (1953), профессор (1954). Заслуженный деятель науки УССР (1969 год). Лауреат Государственной премии УССР в области науки и техники (1980; за восьмитомный труд «История Украинской ССР»).

## Биография
Родился 6 (19 июня) 1908 года в селе Пивневщине (ныне Городнянского района Черниговской области) в крестьянской семье. Украинец. В 1925 году окончил Городнянский педагогический техникум, а в 1931 году — социально-экономический факультет Черниговского института социального воспитания. Учительствовал в средней школе города Волочиска, а впоследствии — в Городянском педагогическом техникуме. Служил на Черноморском флоте. В 1935—1938 годах учился в аспирантуре Института истории АН УССР. В 1940 году защитил диссертацию на тему: «Аграрная политика Столыпина и её внедрение на Украине», одним из первых на Украине получил звание кандидата исторических наук.
В годы Великой Отечественной войны вместе с Институтом истории АН УССР был эвакуирован в Уфу. Занимал должности комиссара военно-патриотического пункта, учёного секретаря и парторга этого института. Выступал в печати с патриотическими статьями по исторической тематике, принимал активное участие в создании первого в СССР краткого курса истории Украины. В 1944 году вернулся в Киев. В этом же году вышла в свет его первая монография «Украина в годы Столыпинской реакции».
В 1953 году защитил докторскую диссертацию на тему: «Рабочий класс Украины и его революционная борьба в начале XX века. (1900—1907)». С тех пор сосредоточился на исследовании истории рабочего класса накануне и в период революции 1905—1907 годов. По этой проблематике опубликован ряд монографий, статей и теоретических разработок.
В 1948—1958 годах был заместителем директора Института истории АН УССР по научной работе, в 1958—1962 и 1966—1978 годах руководил отделом истории капитализма Института истории АН УССР. Под его руководством отдел подготовил сборник документов и материалов «Революция 1905—1907 гг. на Украине» в 2-х томах (Киев, 1955).
Научную деятельность совмещал с педагогической. В 1944—1950 годах — заведующий кафедрой истории СССР и Украины Киевского педагогического института, в 1940—1941, 1944—1947 годах — преподаватель Высшей партийной школы при ЦК КП(б)У, в 1944—1946 годах — преподаватель Киевского университета, в 1949—1965 годах — профессор кафедры истории КПСС Института повышения квалификации преподавателей общественных наук при Киевском университете, в 1965—1971 годах — исполняющий обязанности заведующего кафедры истории Киевского филиала Харьковского института культуры.
Жил в Киеве в доме по улице Владимирской, 51-53, квартира 80. Умер в Киеве 21 июля 1980 года.

## Научная деятельность
Много времени отдавал научно-организационной деятельности, руководил научным советом «Основные закономерности отечественной истории дооктябрьского периода». Участвовал в создании всех работ по истории Украины (как тех, что подвергались сокрушительной критике, так и тех, принимавшиеся директивными органами), выданных институтом в 1940—1980 годах. Редактор и соавтор учебников по истории Украины для средней и высшей школы, по которым учились в 1962—1985 годах.
Автор работ по истории Украины периода капитализма. Всего опубликовал около 200 научных трудов, 15 учебников по истории Украины, принимал участие в около 20 коллективных монографиях, сборниках статей, сборниках материалов и документов, в частности:
- «Україна в роки столипінської реакції» ,1944;
- «Революція 1905—1907 років на Україні», 1955;
- «Формирование рабочего класса и его революционная борьба в конце XIX и в начале XX ст.», 1955;
- «Состояние и задачи изучения истории рабочего класса Украины» Москва, 1959 (у співавторстві);
- «К вопросу о периодизации советской исторической науки». «История СССР», 1960, № 4;
- «Робітничий клас України в 1907—1913 роках», 1962;
- «Стан і завдання вивчення історії робітничого класу України» «УІЖ», 1962, № 5;
- «Развитие исторической науки на Украине (1917—1963)». «Вопросы истории», 1964, № 1;
- «Класова боротьба в українському селі. 1907—1914» Киїі, 1976 (у співавторстві) та інше.

Принимал участие в подготовке издания «Украинской советской энциклопедии», «Советской энциклопедии истории Украины».
Стал основателем таких научных направлений в украинской советской историографии, как «Формирование рабочего класса Украины и его революционная борьба», «Буржуазно-демократическая революция 1905—1907 гг. на Украине», «Украина в годы столыпинской реакции».
Под его руководством подготовили и защитили кандидатские диссертации 50 учёных, в частности: Кизченко, Валентина Ивановна, Лавров, Юрий Павлович, Луговая, Елена Ильинична, Попик, Владимир Иванович.